# Енисей (космическая фототелевизионная система)

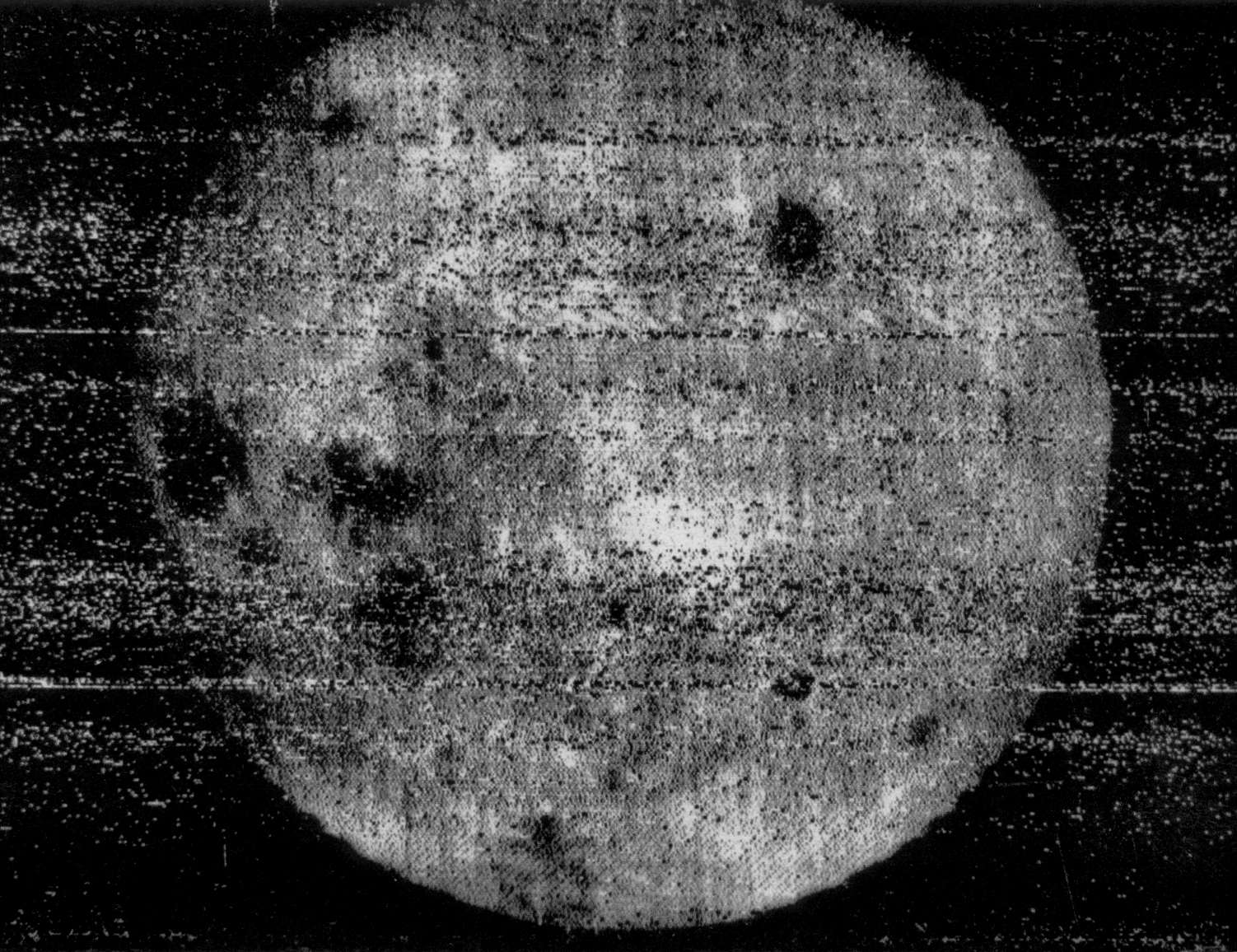
Изображение обратной стороны Луны, полученное системой «Енисей»

«Енисей» — фототелевизионная система, с помощью которой впервые были получены изображения обратной стороны Луны. Создана во Всесоюзном научно-исследовательском институте телевидения (НИИ-380) по инициативе С. П. Королёва. Система «Енисей» была установлена на борту АМС «Луна-3», облетевшей Луну в октябре 1959 года. Съёмка велась на фотопленку, проявка которой была организована на борту станции. Передача отснятых кадров производилась с помощью малокадровой телевизионной системы при возвращении станции к Земле, изображение принималось специально созданной аппаратурой, установленной на измерительных пунктах, управлявших полётом станции.

## История создания
C 1956 года, ещё до запуска первого спутника, во Всесоюзном НИИ телевидения (НИИ-380) по инициативе С. П. Королёва начались исследования и проработки по созданию телевизионной аппаратуры для будущих космических полётов. Осенью 1957 года, после запуска второго спутника, состоялся визит в НИИ-380 С. П. Королёва и первого зампредседателя Ленинградского Совнархоза С. А. Афанасьева (впоследствии — министр общего машиностроения СССР). Перед НИИ-380 была поставлена задача создания телеаппаратуры, которая должна была передать изображение невидимой стороны Луны. Работа должна была выполняться в кооперации с институтами и заводами, работающими по оптической, фотографической и радиотехнической тематикам, головной организацией по теме, получившей шифр «Енисей», назначался НИИ-380. Одновременно в институте шла работа по теме «Селигер», целью которой была передача движущегося изображения подопытного животного, запуск которого планировался на прототипе пилотируемого корабля. Руководителем обоих тем был назначен И. Л. Валик, а его заместителем — П. Ф. Брацлавец, ставший впоследствии главным конструктором «Селигера». Ведущим инженером по теме «Енисей» стал Ю. П. Лагутин.
В январе 1958 г. М. В. Келдыш направил С. П. Королёву письмо с предложениями по началу исследований Луны. Первым шагом предлагалось осуществить попадание ракеты в видимую поверхность Луны с регистрацией телеметрической аппаратурой ее движения. Станции, создаваемые по этой программе, получили в ОКБ-1 обозначение «Е-1». Первым космическим аппаратом, достигшим Луны, стала станция «Е-1А», известная как «Луна-2». В качестве следующего шага предлагался облёт Луны с фотографированием её обратной стороны и передачей полученных снимков на Землю с помощью телевизионной аппаратуры при сближении с Землёй. Программа облёта Луны с фотографированием её обратной стороны получила название «Е-2» и была осуществлена при полёте станции «Луна-3». Выбранная схема облёта Луны включала гравитационный манёвр, изменявший траекторию станции таким образом, чтобы при возвращении к Земле она оказалась над Северным полушарием, где были расположены советские наблюдательные пункты. Такая схема полёта делала возможным пуск станции только в строго определённые даты, что определило сроки её создания. Запуск был назначен на 4 октября 1959 года. К лету 1959 года было изготовлено необходимое количество комплектов как бортовой, так и наземной аппаратуры «Енисей».

## Описание системы

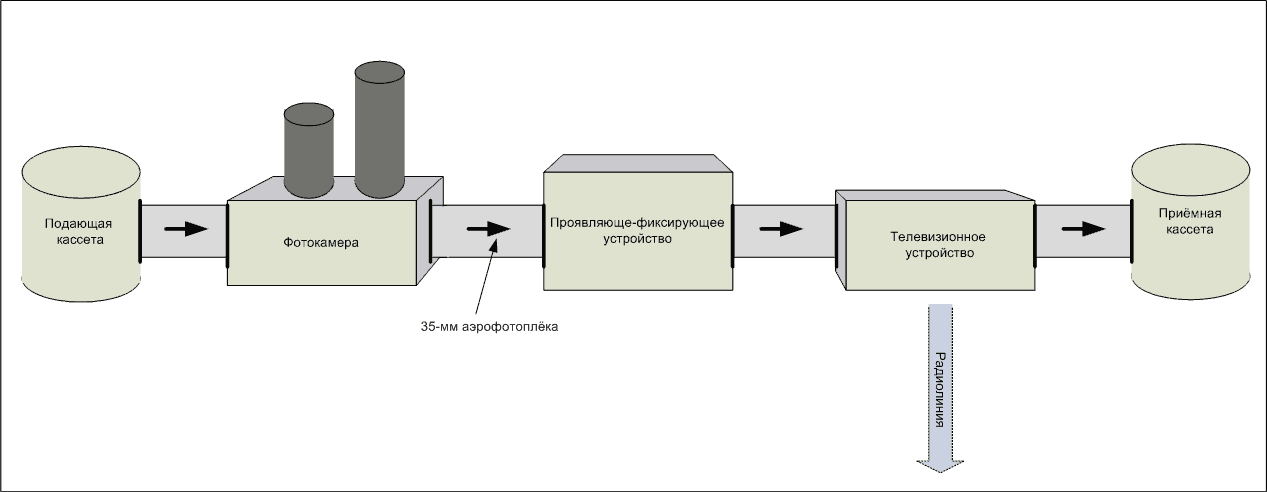
Схема работы ФТУ «Енисей»

Система «Енисей» должна была осуществить съёмку обратной стороны Луны с высоты около 65 000 км при её облёте по эллиптической орбите с апогеем 460 000 км и передачу полученного изображения на наземные станции во время сближения с Землёй. Передать получаемое изображение в реальном времени было невозможно, поскольку Луна препятствовала прохождению радиосигнала. Кроме того, энергетические характеристики радиолинии не обеспечивали передачу телевизионного изображения с лунных расстояний. Единственным способом «запомнить» изображение для последующей передачи во время сеанса связи было зафиксировать его на фотоплёнку с проявкой на борту станции и потом передать отснятый материал по телевизионному каналу во время сближения с Землёй. Таким образом, в возглавляемой НИИ-380 кооперации создавалась система, включавшая фотографическую камеру, средства автоматической обработки плёнки, средства передачи отснятого материала по радиоканалу и наземные средства для приёма и записи передаваемых изображений.

### Бортовая аппаратура
Принципиальная особенность создаваемых бортовых средств состояла в том, что требовалось обеспечить работу всех систем в условиях космического полёта, с учетом невесомости, воздействия на фотопленку космических лучей, меняющихся температурных режимов, а также жёстких ограничений по габаритам, массе и энергопотреблению бортовой аппаратуры. Вся входящая в бортовой комплекс системы «Енисей» аппаратура должна была работать согласованно, осуществляя съёмку с автоматическим измерением экспозиции на протяжении 40-50 минут с момента, когда станция окажется на заданном участке траектории и будет ориентирована камерами к Луне. После прекращения съёмки плёнка должна была автоматически обрабатываться и перематываться в кассету, а после получения команды на передачу изображения начиналась протяжка проявленной плёнки перед бортовой телекамерой с заданной скоростью. Впервые в телевизионной технике вся бортовая аппаратура комплекса «Енисей», кроме собственно электронно-лучевой трубки, была выполнена полностью на полупроводниковых приборах, с использованием печатного монтажа. Масса всего комплекта бортовой ТВ-аппаратуры «Енисей» составила 24 кг.
Фотографическая камера «АФА-Е1» для системы «Енисей» была разработана и создана на Красногорском механическом заводе. Камера вмещала 40 кадров 35-мм перфорированной плёнки и имела два объектива: один с фокусным расстоянием 200 мм и относительным отверстием f/5,6, второй с фокусным расстоянием 500 мм и относительным отверстием f/9,5. Съёмка производилась на два кадра двумя объективами одновременно. Объектив с фокусным расстоянием 200 мм должен быть давать изображение диска Луны во весь кадр, с фокусным 500 мм — части диска с лучшим разрешением. Отдельной проблемой, которую пришлось решать создателям, была защита плёнки от действия космической радиации.
Технология обработки плёнки на борту космической станции и проявочно-фиксирующая аппаратура создавались в Научно-исследовательском кинофотоинституте. Рассматривались два варианта процесса — классический «двухрастворный» с раздельной проявкой и фиксированием, дающий лучшее качество изображения, и «однорастворный», более быстрый и экономный, в котором оба процесса происходили одновременно. По настоянию специалистов НИИ-380 был выбран «однорастворный» вариант. Фотографическая часть была рассчитана на применение плёнки «тип 17» на лавсановой основе, выпускавшейся шосткинским предприятием «Свема». По воспоминаниям П. Ф. Брацлавца, вместо неё, без согласования с руководством, была использована отличавшаяся бо́льшей чувствительностью и радиационной стойкостью плёнка для аэрофотосъемки, взятая со сбитого над территорией СССР разведывательного воздушного шара НАТО, хотя любое использование иностранных комплектующих в отечественной космической технике было строго запрещено. Создание проявочного комплекса потребовало большого объёма научных исследований и конструкторской деятельности. Основные сложности при его создании возникали из-за необходимости обеспечить работу в условиях невесомости и повышенных вибраций, ограничения на объём раствора (не более 1 литра), расчетных колебаний температуры до 15 градусов (на практике изменения температуры оказались гораздо выше, стандартный же процесс требовал стабильности не хуже +/- 0,5 градуса), невозможности сушки плёнки после обработки. На фотоплёнку заранее наносились испытательные знаки, предназначенные для контроля качества полученного изображения. Часть знаков проявлялась еще на Земле, другая часть — на борту станции.
Для сканирования отснятого изображения использовалась камера бегущего луча, разрешение которой составляло примерно 1000 строк. В НИИ-380 шла также разработка системы «Енисей-3», использующей для съёмки видикон и записывающей изображение на магнитную ленту, но её создание не было завершено ко времени запуска станции. Позднее эта разработка послужила основой для создания телевизионных систем спутников «Метеор».
Телевизионная аппаратура должна была обеспечить передачу сигнала через узкополосную радиолинию космической станции, разработанную в НИИ-885 и используемую также для передачи телеметрической информации и траекторных измерений. Это продиктовало необходимость сужения полосы частот передаваемого видеосигнала до 400 Гц. Работа в такой узкой полосе позволила получить также максимально возможное отношение сигнал/шум в принимаемом наземными радиосредствами сигнале. Стандартные решения, применяемые в телевизионном вещании, не подходили для узкополосной передачи, установить же на борту оборудование для передачи отдельного телевизионного канала было невозможно из-за жёстких весовых и энергетических ограничений. П. Ф. Брацлавец предложил использовать технику «малокадрового телевидения», принципы которого были предложены С. И. Катаевым в 1934 году для передачи изображений по каналам коротковолновой связи. Такая система имеет очень низкую скорость передачи, но может работать в узкой полосе частот и имеет высокую помехоустойчивость. Для системы «Енисей» были выбраны два режима работы:
 — «быстрый», с передачей одного кадра за 10 секунд во время, когда станция будет находиться на близком к Земле расстоянии (40 000—50 000 км) и уровень принимаемого земными станциями сигнала будет достаточно высоким,
 — «медленный», с передачей одного кадра за 30 минут, для условий слабого сигнала от станции и высокого уровня помех.
Если человечество  на  протяжении  тысячелетий  не  могло  взглянуть  на  обратную  сторону  Луны,  то полчаса можно и подождать.П. Ф. Брацлавец

### Наземная аппаратура
Наземные комплексы приёма изображений со станции «Луна-3» создавались в двух вариантах. Комплекс «Енисей-I» предназначался для приёма в «быстром» режиме, а «Енисей-II» в «медленном», но позволял принимать также и «быстрый» режим. Для обеспечения надёжности все наземные комплексы включали два одновременно работающих идентичных набора аппаратуры («полукомплекта»). Комплексы были построены как в стационарном исполнении, так и в автомобильном, размещаемом в КУНГах. Основным пунктом приёма был определён крымский НИП-16, дублирующим — камчатский НИП-6. Собранные и отлаженные стационарные комплексы были поставлены в НИИ-885 и впоследствии в ОКБ-1 для сопряжения с командной радиолинией и космическим аппаратом. Автомобильные комплексы своим ходом отправились на крымский НИП, а на Камчатку стационарные комплексы были доставлены в разобранном виде самолётом и там установлены, смонтированы и отлажены.
На крымском НИП в комплексе «Енисей-I» для записи полученного изображения использовалось фоторегистрирующее устройство (ФРУ), снимавшее изображение камеры бегущего луча на 35-мм киноплёнку, а «Енисей-II» кроме ФРУ был оснащен видеоконтрольным устройством на скиатроне, средствами записи видеосигнала на магнитную ленту и печати на электрохимической бумаге. На камчатском НИП изображение выводилось на экран видеоконтрольного устройства, построенного на электронно-лучевых трубках с длительным послесвечением и записывалось фоторегистрирующими устройствами на киноплёнку. Рассматривался вариант фиксации изображения с помощью фототелеграфной технологии, но он был отвергнут на этапе разработки из-за возможного изменения параметров телевизионного сигнала и необходимости оперативной подстройки синхронизации, невозможной для фототелеграфного аппарата.

## Выполнение программы
7 октября 1959 года станция «Луна-3» достигла района Луны. С помощью системы ориентации «Чайка», разработанной в ОКБ-1 коллективом Б. В. Раушенбаха, впервые в космической технике была проведена ориентация космического аппарата в пространстве. После разворота станции объективами фототелевизионной системы к Луне последовала команда на начало фотографирования. Траектория полёта и время съемки были рассчитаны таким образом, чтобы на фотографиях была зафиксирована не только обратная сторона Луны, но и некоторая её часть, видимая с Земли, для того, чтобы при анализе изображений было возможно «привязать» впервые наблюдаемые объекты лунной поверхности к уже известным. Съёмка проводилась по командам входившего в состав комплекса «Енисей» программного устройства в течение 40 минут. Расстояние от станции до центра Луны при этом было в пределах 65 200-68 400 км. Во время сеанса фотографирования была заснята примерно половина поверхности Луны, две трети кадров пришлись на обратную сторону Луны, треть — на краевую зону, видимую с Земли. Было отснято 29 кадров, после чего затвор камеры отказал.
После получения наземными пунктами по каналу телеметрии информации об окончании проявки плёнки и приёма изображения установленной перед телекамерой миры, было принято решение о включении лентопротяжного устройства. С расстояния около 470 000 км крымским НИП в «медленном» режиме было получено изображение впечатанного на Земле на плёнку тестового кадра, переданное космическим аппаратом. Из-за большого расстояния отношение сигнал/шум было низким, соответственно, низким было и качество изображения, но принципиальная работоспособность системы была подтверждена. В следующих сеансах связи, по мере приближения станции к Земле, качество изображения, принимаемого крымским и камчатским НИПами улучшалось. Приём изображения с «Луны-3» проводился ежедневно до 18 октября 1959 года. 18 октября, когда станция находилась на расстоянии около 50 000 км от Земли, был включен режим «быстрой» передачи. По воспоминаниям участников, качество передаваемых изображений оказалось выше, чем в «медленном» режиме. Все переданные изображения были зафиксированы на плёнку фоторегистрирующими устройствами. Этот сеанс связи оказался последним, станция ушла из зоны видимости наземных пунктов, а после выхода из тени в назначенное время принять её сигналы не удалось, вероятно из-за отказа бортового передатчика или средств электропитания.
Копии уже первых нескольких снимков, полученных в «медленном» режиме комплексами «Енисей-II» крымского НИП, были направлены в Академию Наук и, после их проработки и некоторой ретуши, появились в прессе. Все плёнки с фоторегистрирующих устройств комплексов «Енисей-I» и «Енисей-II» были переданы в Пулковскую обсерваторию для изучения и стали первичными документами для составления «Атласа обратной стороны Луны» и первой в мире «Карты обратной стороны Луны», которая была составлена и издана в СССР. Съёмка фоторегистрирующими устройствами оказалась единственным способом получить полутоновые изображения приемлемого качества. Воспроизведение записей на магнитной ленте не всегда удавалось, и, в конечном итоге, всё равно требовало пересъёмки изображений на фото- или киноплёнку для дальнейшего использования, а прямая печать на электрохимической бумаге, как и попытки фотографировать экраны видеоконтрольных устройств, давали слишком низкое качество и разборчивость изображения.
Я пристроился рядом с Богуславским у аппарата открытой записи на электрохимической бумаге. С приемного пункта докладывали:
— Дальность — пятьдесят тысяч. Сигнал устойчивый. Есть приём!
Дали команду на воспроизведение изображения. Опять ответственность лежит на ФТУ. На бумаге строчка за строчкой появляется серое изображение. Круг, на котором различить подробности можно при достаточно большом воображении. Королёв не выдержал и ворвался к нам в тесную комнатку.
— Ну что там у вас?
— У нас получилось, что Луна круглая, — сказал я.Б.Е. Черток

## Развитие программы
Программа «Луны-3» включала фотографирование примерно двух третей обратной стороны Луны. Многие области остались неохваченными. Планировалось продолжение программы на следующих автоматических станциях, получивших индекс «Е-2Ф» (впоследствии изменён на «Е-3»). Было изготовлено две станции «Е-3», укомплектованных бортовыми комплексами «Енисей» с усовершенствованными камерами. Для приёма изображений должны были использоваться антенны АДУ-1000 комплекса «Плутон», строительство которого завершалось на крымском НИП-16. Использование новых антенн существенно улучшало энергетику радиолинии и позволило бы получить более высокое качество изображения. Запуск станции «Е-3» № 1 состоялся 15 апреля 1960 года. Из-за преждевременного выключения двигателя третьей ступени ракеты Восток-Л аппарат не вышел на расчётную траекторию и оказался на орбите с апогеем около 200 000 км. В мае 1960 года станция «Е-3» № 1 прекратила существование, войдя в плотные слои атмосферы. 16 апреля 1960 года была запущена станция «Е-3» № 2. Через секунду после старта «пакет» первой ступени ракеты-носителя развалился, ракета упала рядом со стартом. В этих двух запусках были утрачены все готовые бортовые комплекты «Енисея». На этом проект «Е-3» был закрыт, его камеры были сочтены слишком сложными и ненадёжными. Следующая съемка обратной стороны Луны была проведена в июле 1965 года с высоты около 10 000 км межпланетной станцией «Зонд-3», имевшей радиолинию нового поколения и новую фототелевизионную систему, позволившие передать снимки высокого качества. Фотографии, сделанные «Луной-3» и «Зондом-3», были использованы Государственным астрономическим институтом им. П. К. Штернберга для создания «Атласа обратной стороны Луны» с каталогом, содержащим описания около 4000 впервые обнаруженных объектов.

### Комментарии
1. ↑   В других источниках — до 1500 строк при 1000 элементах в строке[5].
2. ↑  По воспоминаниям разработчика комплекса «Енисей-II» и участника событий В.А. Ефимова. По другому источнику[18] до 18 октября 1959 года ни одного изображения приемлемого качества получить не удалось.